# Тихоокеанський театр воєнних дій Другої світової війни

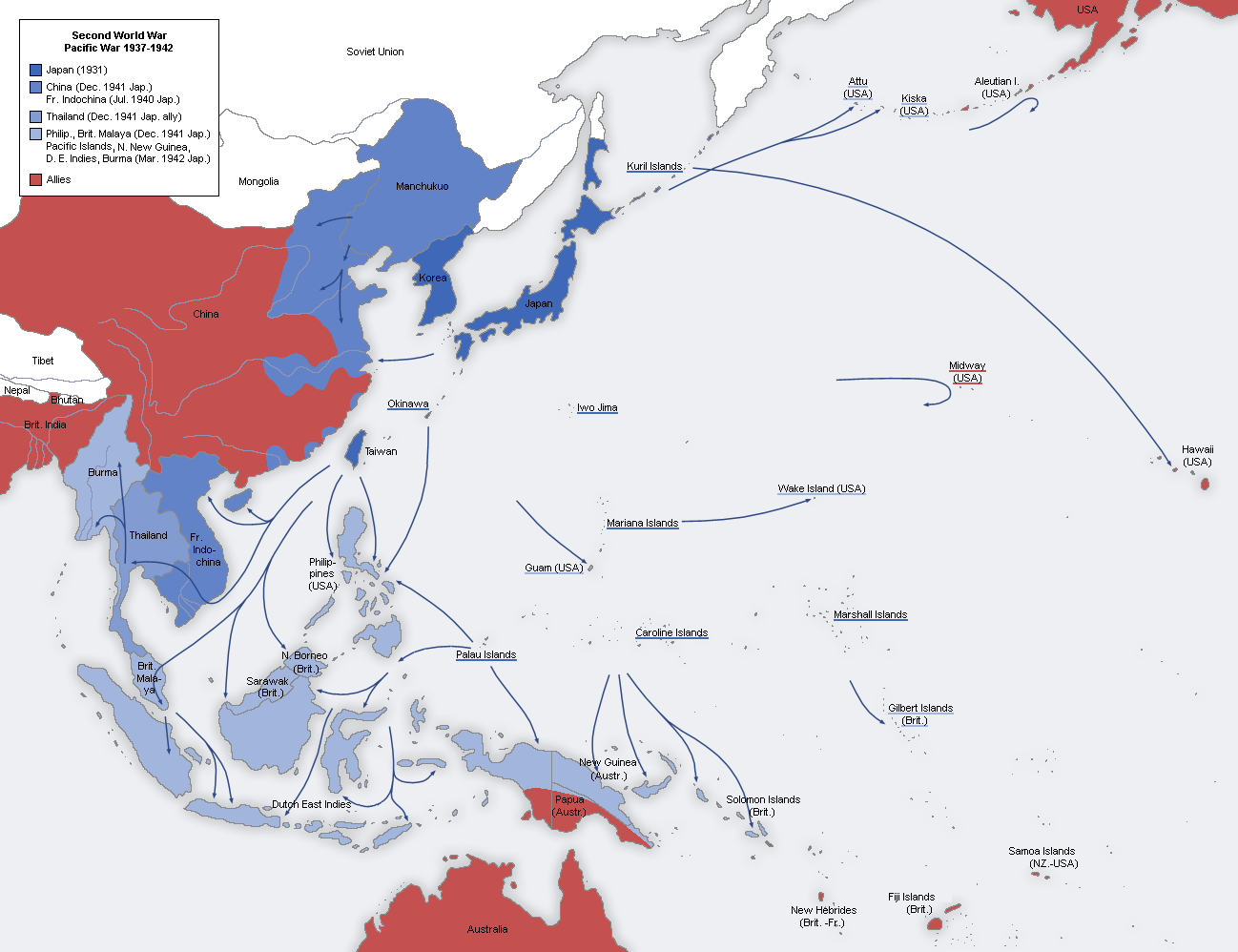
Межі розширення Японської імперії під час війни

Тихоокеанський театр воєнних дій — складова Другої світової війни і передуючі їй міжнародні збройні конфлікти, які мали місце у Азійсько-Тихоокеанському регіоні з 7 липня 1937 року по 14 серпня 1945 року. Велася між країнами Осі на чолі з Японською імперією, з однієї сторони та Союзниками на чолі з Республікою Китай, США, Великою Британією та СРСР з іншої сторони.
У японській імперській історіографії війна мала назву «Велика Азійська війна» і сприймалася як визволення країн Азії від західних колонізаторів та прозахідних урядів.

## Передумови

### Назви війни
У країнах-союзниках під час війни «Тихоокеанська війна» зазвичай не відрізнялася від Другої світової війни або була відома просто як Війна проти Японії (War against Japan). У США широко використовувався термін Тихоокеанський театр (Pacific Theater). Збройні сили США вважали Китайсько-бирмансько-індійський театр відмінним від Азійсько-Тихоокеанського театру під час конфлікту.
Японія використала назву Велика східноазійська війна (яп. 大東亜戦争, Dai Tō-A Sensō), як обрано рішенням кабінету міністрів від 10 грудня 1941, щоб посилатися як на війну із західними союзниками, так і на триваючу війну в Китаї. Ця назва була оприлюднена 12 грудня з поясненням, що вона стосується азійських націй, які досягли своєї незалежності від західних держав за допомогою збройних сил Великої східноазійської сфери співпроцвітання. Японські чиновники інтегрували те, що вони назвали Японсько-китайський інцидент (яп. 日支事変, Nisshi Jihen) у Велику східноазійську війну. Під час окупації Японії (1945–1952) ці терміни були заборонені в офіційних документах (хоча їх неофіційне використання продовжувалося). Війна стала офіційно називатися Тихоокеанська війна (яп. 太平洋戦争, Taiheiyō Sensō). The П'ятнадцятирічна війна (яп. 十五年戦争, Jūgonen Sensō) також використовується, посилаючись на період від Мукденського інциденту 1931-1945.

### Вторгнення Японії в Китай
У 1937 році голова Національного уряду Китайської Республіки заявив про об'єднання з китайськими комуністами для боротьби з Японською імперією. У відповідь японська Квантунська армія, не узгоджуючи своїх дій з верховним головнокомандуванням, влаштувала бій 8 липня 1937 року, що призвело до Другої японо-китайської війни. 29 липня японці захопили Пекін.

## Бойові дії 1941—1945 років

Володіння держав у Тихоокеанському регіоні станом на 1939 рік

Оговтавшись від першого шоку поразок у Перл-Гарборі, на Філіппінах і Сінгапурі наприкінці 1941 — початку 1942 роках Союзники зуміли зупинити натиск імператорських збройних сил в ході морських битв у Кораловому морі і при Мідвеї в травні і червні 1942 року, після піврічного протистояння американської морської піхоти, флоту і авіації зі своїми японськими візаві на Гуадалканалі в 1942—1943 роках.
З червня і до кінця 1943 року союзні війська після запеклих боїв зайняли острови Гілберта, Соломонові (крім острова Бугенвіль, де бої тривали до кінця війни), західну частину острова Нова Британія і південно-східну частину Нової Гвінеї. У північній частині Тихого океану американські війська в травні-серпні 1943 року повернули Алеутські острови. 22 листопада 1943 президент США Франклін Рузвельт, прем'єр-міністр Великої Британії Вінстон Черчилль і лідер Гоміньдану Чан Кайші зустрілися в Каїрі для обговорення подальшого ходу бойових дій.
З 1 по 23 лютого 1944 року американські війська заволоділи Маршалловими островами, з 15 червня по 10 серпня — Маріанськими і з 15 вересня по 12 жовтня — західною частиною Каролінських островів. Боротьба за північну частину Нової Гвінеї тривала з січня по вересень 1944 року. В Бірмі в березні 1944 року японські війська почали наступ на індійський штат Ассам, яке після 4-місячних боїв закінчилося повним провалом, і союзні війська, перейшовши в контрнаступ, до кінця року зайняли велику частину Північної Бірми.
До початку 1945 року військово-політична ситуація на Тихому океані переконливо засвідчила на користь неминучості швидкого і переможного для Союзників завершення військових дій у цьому регіоні. Війна, що почалася в грудні 1941 року з віроломного нападу імперіалістичної Японії на американську військово-морську базу Перл-Гарбор, і наступного вторгнення японських армії і флоту в тихоокеанські володіння США, Великої Британії і Нідерландів, наближалася до логічного кінця. Імператорська японська армія і військово-морський флот підійшли до третьої річниці початку війни на Тихому океані в стані, близькому до катастрофи.
Попередній 1944 рік почався з масштабних наступальних операцій союзників у центральній частині Тихого океану. 1 лютого 1944 року вони після ретельної авіаційної та артилерійської підготовки, яка йшла з 30 січня, збройні сили США атакували атол Кваджалейн — ключовий пункт в гряді Маршаллових островів — найважливішого в стратегічному відношенні архіпелагу в центральній частині Великого океану. До 1918 року архіпелаг був німецьким володінням, він за підсумками Паризької конференції і Версальського договору 1919 року разом з іншими німецькими володіннями в регіоні — Маріанськими і Каролінськими островами, відійшов до Японії — тоді державі-переможниці, яка билася в Першій світовій війні на стороні Антанти. У 1941 році він став одним із плацдармів японської агресії проти тихоокеанських володінь США й Великої Британії. Заволодіння Маршалловими островами повинно було стати важливим етапом на шляху до захоплення Маріанських островів і подальшого визволення Філіппін, що своєю чергою було неодмінною умовою успішного розвитку подальших наступальних операцій проти японської метрополії.
Бої за Кваджелейн тривали до 4 лютого. Ще 2 лютого американці заволодітли островом Вото. 17 лютого почалася атака маневрового авіаносного з'єднання США на острів Трук. За два дні було потоплено 9 бойових кораблів. Японці втратили також 3 спеціальних судна та 31 транспорт. Втрати японської авіації склали 270 літаків, вбито і поранено було 600 японських солдатів і офіцерів. 19 лютого американці після майже цілодобового обстрілу почали висадку на островах Еніветок і Мерірен (Ларрі). 24 лютого вони були повністю захоплені.
Розвиваючи успіх, маневрові з'єднання флоту та авіації США 23 лютого атакували Маріанські острови. У березні 1944 року американці заволоділи островами Адміралтейства, які були сполучною ланкою між Новою Гвінеєю і форпостом японської оборони на південному сході, Рабаулом, з одного боку, і рештою територій японського панування на Тихому океані — з іншого. Протягом квітня 1944 року Союзники продовжували завдавати ударів по японських позиціях на островах Трук.
Визволення Філіппін почалося з висадки десанту на східному філіппінському острові Лейте 20 жовтня 1944 року. Військові дії продовжувалися до серпня 1945 року. Генерал Дуглас Макартур оголосив про визволення Філіппін 5 липня 1945 року.